# Getreidekasten beim Vögele

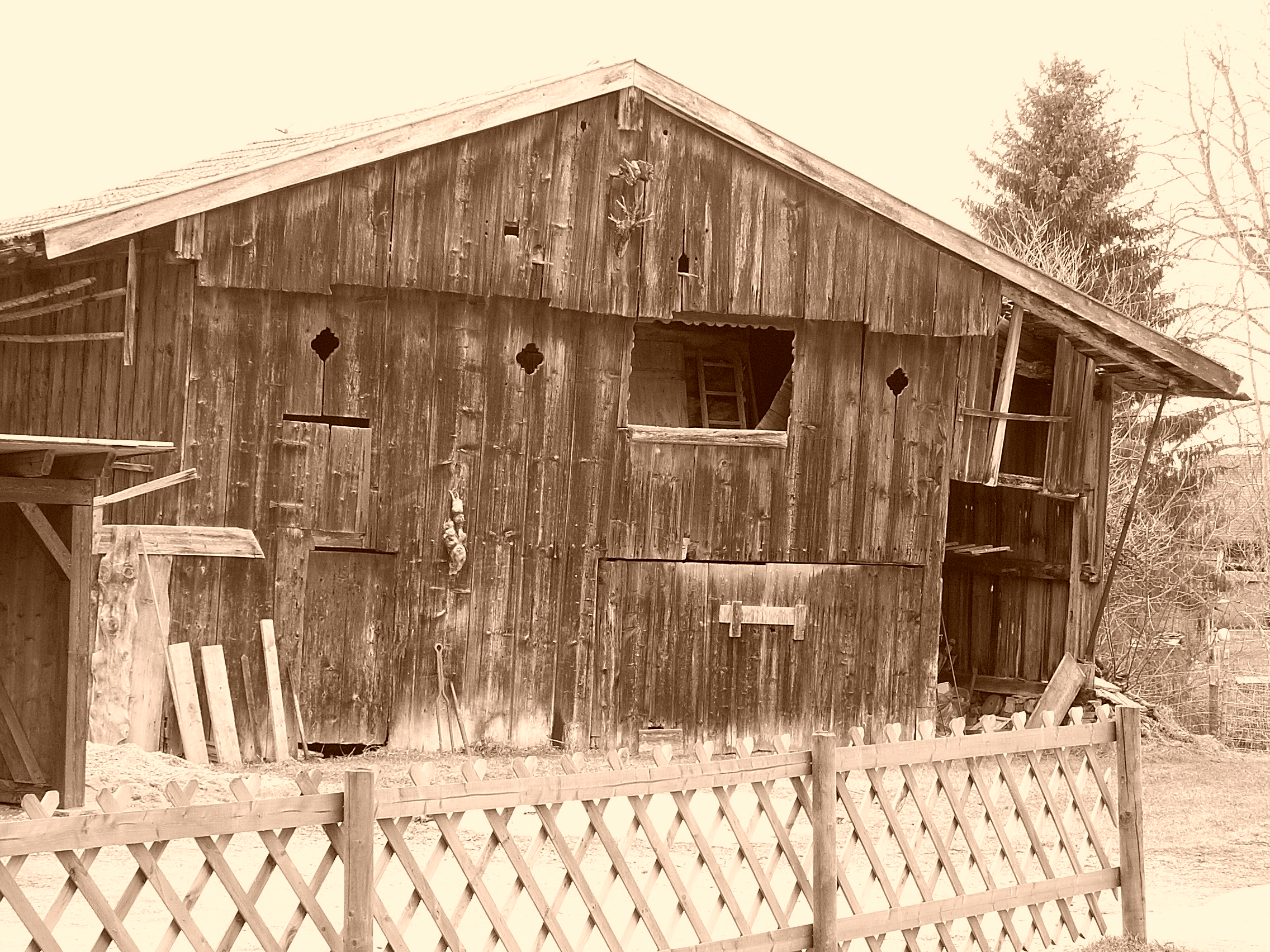
Getreidekasten in Urspring (2005)

Der Getreidekasten beim Vögele in Urspring, einem Gemeindeteil von Steingaden im oberbayrischen Landkreis Weilheim-Schongau, wurde in der zweiten Hälfte des 17. Jahrhunderts errichtet. Der ehemalige Getreidespeicher an der Dorfstraße 25, zugehörig zum Bauernhaus Beim Vögele, ist ein geschütztes Baudenkmal.
Der eingeschossige Bau in leichter Hanglage steht südwestlich des Bauernhauses. Er weist leichte Dachvorsprünge auf. 